# Albert Suárez
Pour les articles homonymes, voir Suarez.
Albert Joe Suárez (né le 11 février 1989 à San Félix au Venezuela) est un lanceur droitier de la Ligue majeure de baseball.

## Carrière
Albert Suárez signe son premier contrat professionnel en juillet 2006 avec les Devil Rays de Tampa Bay. Il joue en ligues mineures avec des clubs affiliés aux Rays de 2008 à 2014, puis avec des clubs affiliés aux Angels de Los Angeles en 2015. 
Mis sous contrat par les Giants de San Francisco après la saison 2015, Suárez fait ses débuts dans le baseball majeur avec cette équipe le 8 mai 2016.
En 40 matchs joués, dont 12 comme lanceur partant, pour San Francisco en 2016 et 2017, Suárez maintient une moyenne de points mérités de 4,51 en 115 manches et deux tiers lancées, avec 3 victoires et 8 défaites.
Il est réclamé au ballottage par les Diamondbacks de l'Arizona le 14 décembre 2017.